# IEC 62301
IEC 62301 és una normativa de la International Electrotechnical Commission que defineix els mètodes de mesura del consum de potència elèctrica en estat de repòs (standby) de productes domèstics. S'aplica a electrodomèstics amb un voltatge d'alimentació en el rang de 100 Vac a 250Vac per a productes monofàsics, i 130 Vac a 480Vac en els altres. La darrera versió de la norma es pot esbrinar aquí.

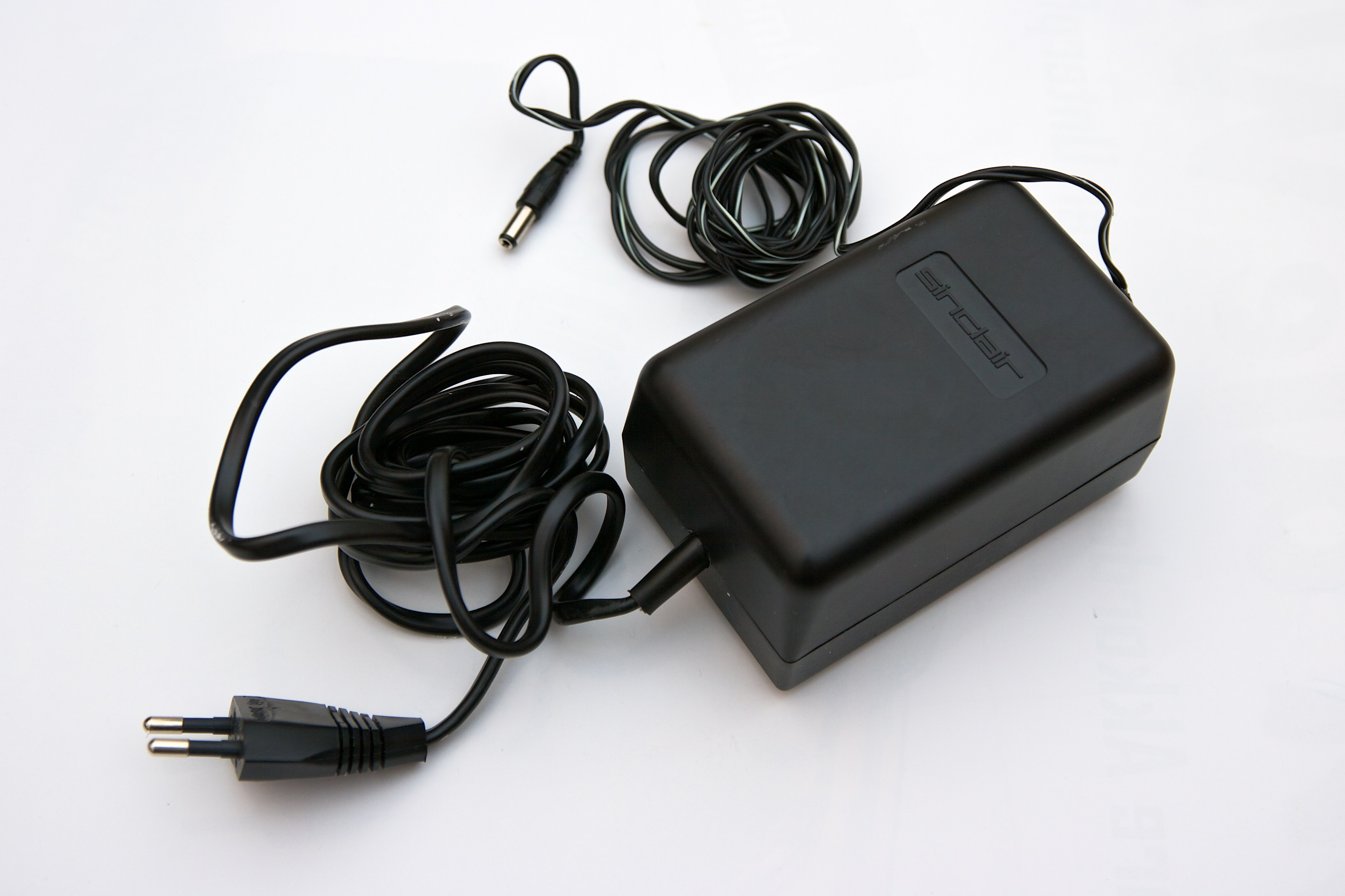
Fig.1 Exemple de font d'alimentació

## Requeriments de la norma
Se'n poden esmentar: 
- La font d'alimentació ha de tenir un contingut harmònic total (THC) menor al 2%.
- Precisió en la mesura de potència :

| Potència del producte | Resolució de l'instrument de mesura |
| --------------------- | ----------------------------------- |
| 10W o menys           | 0,01W                               |
| de 10 a 100W          | 0,1W                                |
| més gran de 100W      | 1W                                  |

- Temps d'estabilització del producte : 5 minuts
- Si la lectura de potència no és estable cal fer mesura de potència mitja durant el temps d'assaig.